# Ivan M’Bahia
Ivan Adnan Joshua M’Bahia (* 19. April 2005) ist ein ivorischer Fußballspieler, der bei Clermont Foot spielt.

## Karriere
M’Bahia wurde in der Académie Jean-Marc Guillou fußballerisch ausgebildet. Im Januar 2023 wechselte er für anderthalb Jahre leihweise zu Clermont Foot. Dort debütierte er am 31. März 2024, nach drei Fünftligaeinsätzen für die Reservemannschaft, durch eine Einwechslung bei einer 0:3-Niederlage gegen den FC Toulouse in der Ligue 1 für die Profimannschaft.